# Нелсон Тейш
Нелсон Луїс Сперле Тейш (порт. Nelson Luiz Sperle Teich, 24 липня 1957, Ріо-де-Жанейро) — бразильський лікар-онколог, консультант із питань охорони здоров'я та підприємець, який ненадовго обіймав посаду міністра охорони здоров'я Бразилії з 17 квітня 2020 року після свого призначення президентом Жаїром Болсонару замість Луїса Енріке Мандетти, та пішов у відставку 15 травня 2020 року після майже місяця перебування на посаді.

## Освіта та початок кар'єри
Нелсон Тейш наародився в Ріо-де-Жанейро, та отримав ступінь лікаря в Державному університеті Ріо-де-Жанейро. Він закінчив ординатуру в лікарні Іпанема в 1987 році, і вивчав клінічну онкологію в Національному інституті раку. У 1998 році він отримав ступінь магістра ділового адміністрування з управління охороною здоров'я в Інституті післядипломної освіти та досліджень в галузі управління Федерального університету Ріо-де-Жанейро. Тейш також має ступінь магістра з економічної оцінки Йоркського університету. Він є членом редакційної ради «American Journal of Medical Quality».

## Кар'єра
У 1990 році Тейш заснував Інтегровану групу клінічної онкології, в якій він залишався президентом до 2018 року. У 2009 році він заснував неурядову організацію Інститут менеджменту, освіти та досліджень, в якій був президентом pro bono, з метою проведення клінічних досліджень і проєктів, виконання навчальних і освітніх програм у кількох сферах, пов'язаних з лікуванням онкологічних захворювань. Між 2010 і 2011 роками він надавав консультації лікарні «Israelita Albert Einstein» у Сан-Паулу.
Він також є власником компанії «Teich & Teich Health Care», яка підтримує управління охороною здоров'я. Він також працював неформальним консультантом у виборчій кампанії президента Жаїра Болсонару в 2018 році, та був одним із претендентів на посаду міністра охорони здоров'я, яку зайняв його попередник Луїс Енріке Мандетта. У період з вересня 2019 року по січень 2020 року він працював радником з охорони здоров'я міністра науки і технологій Денізара Віанни.

## Міністр охорони здоров'я
Тейш був призначений міністром охорони здоров'я 16 квітня 2020 року на заміну колишнього міністра Луїса Енріке Мандетти, який тривалий час мав розбіжності з позиціями президента Болсонару щодо політики соціального дистанціювання та використання гідроксихлорохіну для лікування COVID-19. У своїй першій промові на посаді міністра Тейш заявив, що не буде різких змін у поточній політиці міністерства, і що охорона здоров'я та економіка «не конкурують одна з одною». Тейш захищав комплексну загальнонаціональну програму тестування та подальших досліджень лікування та вакцин. 15 травня 2020 року Тейш офіційно подав у відставку з посади міністра охорони здоров'я. Хоча він не дав офіційної заяви про причини своєї відставки, але він неодноразово публічно висловлював незгоду з адміністрацією Болсонару щодо боротьби зі спалахом COVID-19, що посилювався.